# Gewichtloosheid

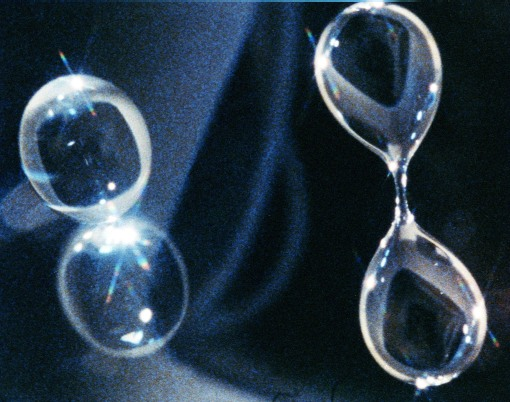
Gedrag van waterdruppels in gewichtloze toestand.

Gewichtloosheid is een toestand waarin een voorwerp geen gewicht ervaart, omdat dat voorwerp geen ophanging of ondersteuning heeft in die specifieke toestand. Dit is het geval tijdens een vrije val, dat wil zeggen wanneer op het voorwerp geen enkele kracht wordt uitgeoefend, behalve de zwaartekracht. Men voelt dan niet de gevolgen van de zwaartekracht. De g-kracht is nul.
Staande op de grond of zittend op een stoel word je door de zwaartekracht van de aarde aangetrokken. Wat je ervaart als een gevoel van gewicht is de reactiekracht die opgewekt is waar je staat of onder je zitvlak. Zonder ondergrond is er geen gewicht en zou je je gewichtloos voelen. Zodra er weer sprake is van een ondergrond houdt de toestand van gewichtloosheid weer op.
In het dagelijks taalgebruik worden gewicht en massa door elkaar gebruikt, hoewel gewicht het gevolg is van de combinatie van massa, zwaartekracht en de aanwezigheid van een ondergrond die dingen tegenhoudt. Gewicht wordt uitgedrukt in newton, de eenheid van kracht, terwijl massa wordt uitgedrukt in kilogram. Gewichtloosheid betekent niet dat je geen massa meer bezit.
Het opwekken van gewichtloosheid wordt in de wetenschap gebruikt om te zien wat de invloed is van de zwaartekracht op bepaalde processen. Zo voerde André Kuipers tijdens zijn verblijf in het Internationaal ruimtestation experimenten uit op de invloed van gewichtloosheid op ontkiemende zaadjes.

## Gewichtloosheid in verschillende locaties

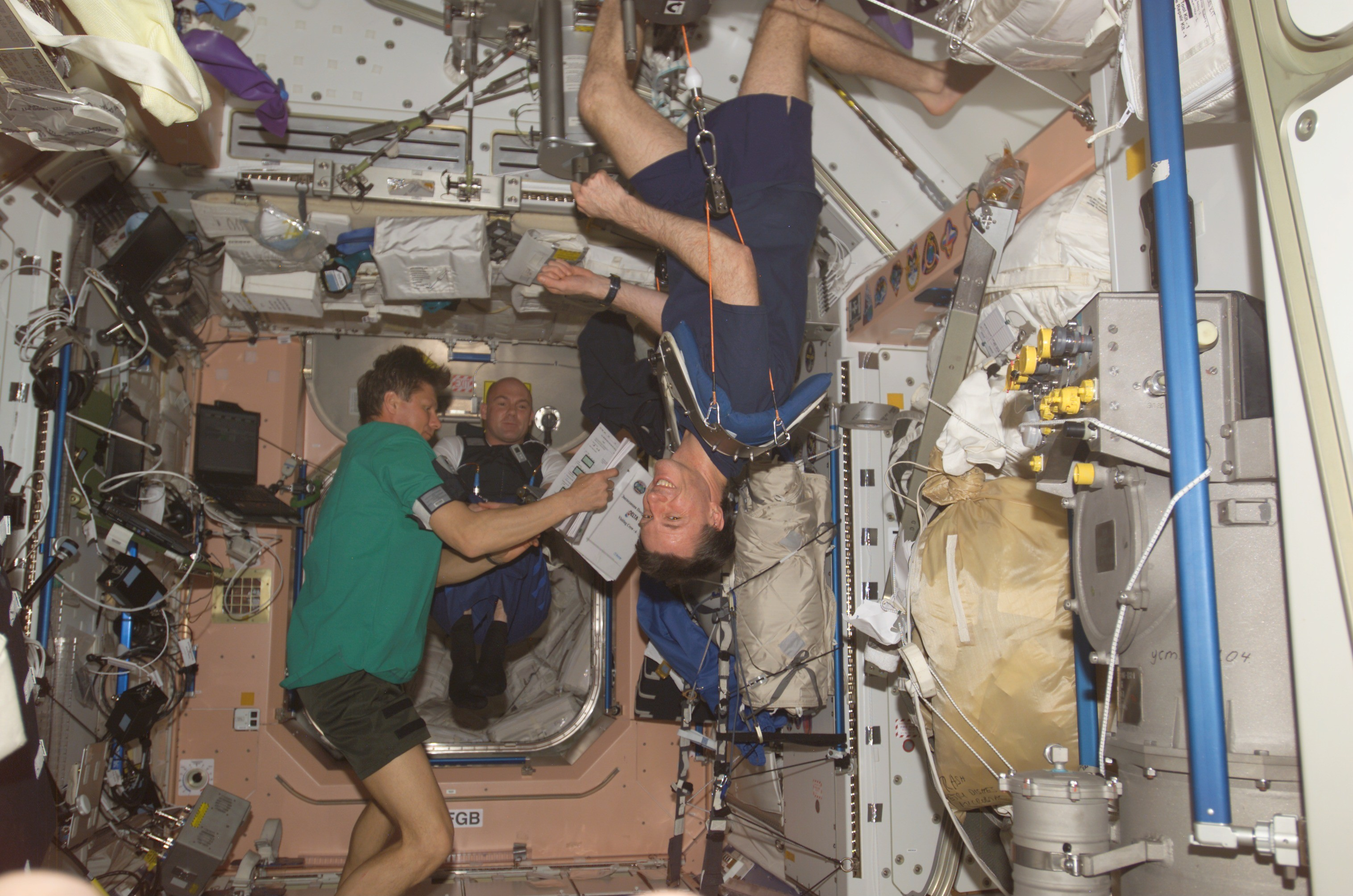
Astronauten in het ISS in gewichtloze toestand

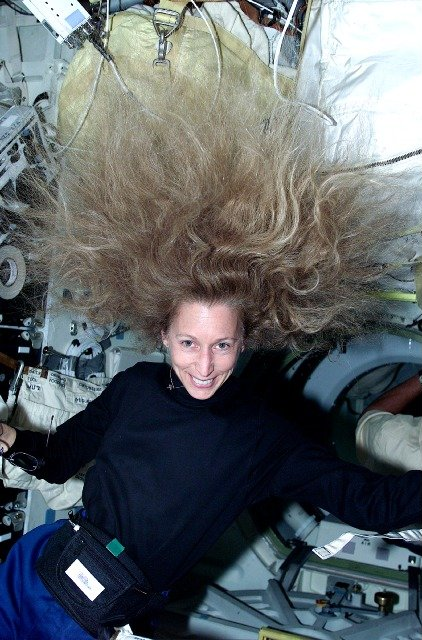

### Gewichtloosheid in een ruimtevaartuig
In een ruimtevaartuig buiten de dampkring heerst gewichtloosheid wanneer er geen raketmotor aan staat. Voorwerpen en astronauten ondervinden dezelfde versnelling als het ruimtevaartuig, waardoor ze niet tegen de vloer of de wand gedrukt worden.
Dit wil niet zeggen dat de zwaartekracht heel klein is: op een hoogte van 100 kilometer is de zwaartekracht slechts 3% lager dan op het aardoppervlak.

### Gewichtloosheid in vliegtuigen
Met behulp van vliegtuigen kan tijdelijk een gevoel van gewichtloosheid worden opgewekt, en wel wanneer je op grote hoogte onder een steile hoek omhoogvliegt en vervolgens het vliegtuig in een bijna-vrije val te brengen door de motoren op laag vermogen laat draaien. Je imiteert dan de baan van een schuin omhooggeworpen steen, eerst met afnemende snelheid schuin omhoog en vervolgens weer met toenemende snelheid en onder een steeds steilere hoek naar beneden (een paraboolbaan). Deze techniek wordt gebruikt bij het trainen van astronauten. Het vliegtuig moet in verticale richting de valversnelling g hebben (ca. 9,8 m/s2). Het spreekt vanzelf dat een dergelijke training maar kort kan duren, enkele minuten. Om langere tijd gewichtloosheid te ervaren is een baan om de aarde in een ruimtevaartuig nodig.

### Gewichtloosheid in het centrum van een planeet
In het centrum van een planeet zou je naast enorme warmte en gigantische druk (op Aarde: 1 miljoen keer de luchtdruk op zeeniveau) ook een gevoel van gewichtloosheid ervaren. De aantrekkende krachten zijn namelijk in alle richtingen gelijk.

### Gewichtloosheid onder water
Onder water kun je gewichtloosheid ervaren. Ruimtevaarders oefenen dan ook onder water om routines te ontwikkelen die van pas komen in de gewichtloosheid van de ruimte. De persoon, ingepakt in een duikerspak, wordt voorzien van zijn gereedschap en eventueel van zoveel extra gewichten zodat, wanneer hij zich onder water begeeft zijn volume, en dus de opwaartse kracht die hij daar ondervindt exact in evenwicht is met zijn volle gewicht. Hij zweeft dan in het water. Het verschil met "echte" gewichtsloosheid is de weerstand die het water bij elke beweging veroorzaakt en dat andere objecten, zoals ijzeren gereedschap, niet gewichtsloos zijn.

## Invloed van gewichtloosheid op de gezondheid
Delen van het evenwichtsorgaan nemen waar hoe het hoofd is gericht, in gewichtloze toestand wordt dit gedaan door de ogen. Algemene reacties op gewichtloosheid zijn, vaak in eerste instantie hilariteit, maar ook misselijkheid, duizeligheid en desoriëntatie. Bij het slapen worden de armen vastgezet omdat ze anders omhoog gaan.
Spierzwakte en botontkalking wordt zo veel mogelijk tegengegaan door lichaamsoefeningen, maar calciumverlies blijkt niet te voorkomen. Het blijkt bovendien dat de deling van mesenchymatische stamcellen in het beenmerg vrijwel tot stilstand komt.
De bloedsomloop tijdens de gewichtloosheid is bijna gelijk aan de veranderingen tussen staan en liggen. De gewichtloosheid heeft ook negatieve effecten op de DNA-replicatie in afweercellen.
Kennis over langetermijnveranderingen is beperkt.
Omdat gewichtloosheid niet langdurig kan worden gesimuleerd op aarde, moet langdurig verblijf in de ruimte tot meer kennis leiden.
Astronauten worden de eerste dagen door de gewichtloosheid sloom. Daarom worden alle handelingen vaak geoefend zodat het automatisme wordt.
Een heel andere bedreiging voor de gezondheid ligt in de besmettelijkheid van bacteriën. Een kweekexperiment met Salmonella typhimurium toonde aan dat deze bacterie in de ruimte zich anders ontwikkelt dan op aarde. Daarbij nam de besmettelijkheid toe.